# プレイオネ属

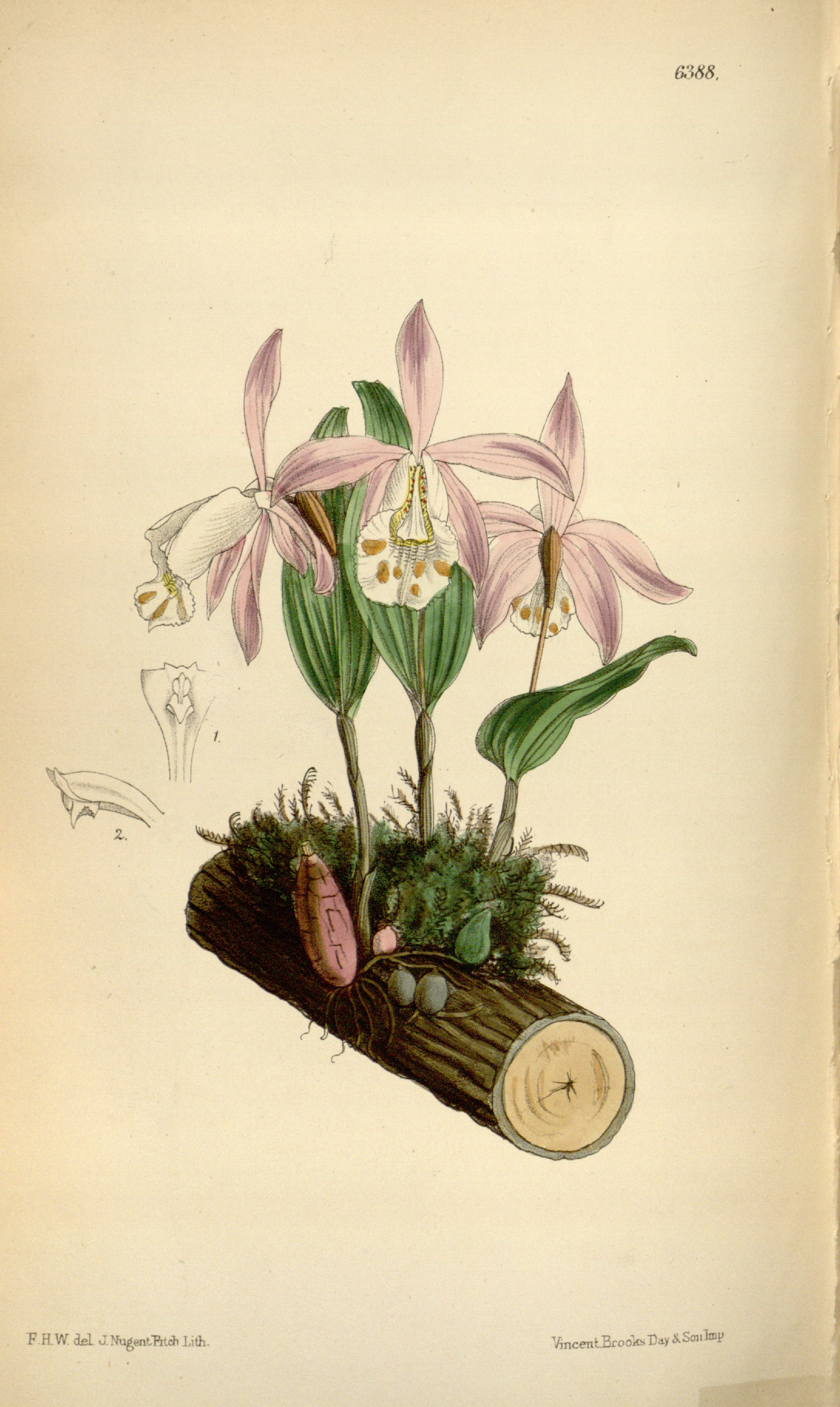
図版
P. hookeriana

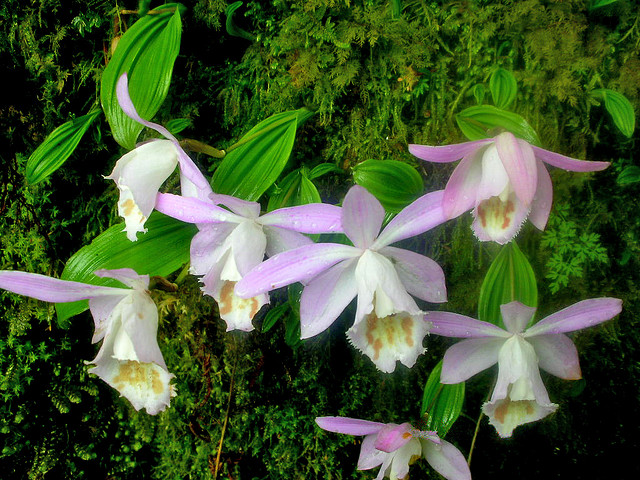
自生の状態
P. limprichtii

プレイオネ属 Pleione は、ラン科の1属。大きな偽球茎を持ち、新しい葉が出る前に綺麗で可憐な花をつける。特にピンク系が有名で、タイリントキソウの名で流通するものもある。

## 特徴
落葉性の多年生草本。偽鱗茎は肥大し、円錐形か押し潰された様な形で、その先端に1-2枚の葉をつける。偽鱗茎は緑色から暗緑色に赤紫色を帯び、毎年更新する。飽きに偽鱗茎が成熟すると葉を落とし、休眠する。
春に新芽が出る前に、葉を落とした偽球形の基部から1-2本の花茎が出て、それぞれの先端に単独に花をつける。花は白、紫桃色、紫紅色、黄色などの色を呈する。萼片と束花弁はほぼ同形で、唇弁は長楕円形から卵形、基部は左右から巻いて唇弁を包む。
学名はギリシャ神話のアトラスの妻 Pleione にちなむ。

## 分布と生育環境
ネパールからビルマ、タイ、中国、台湾の冷涼な地域に生息する。コケの生えた樹上や岩の上に生育する着生ランである。

## 分類
本属はセロジネ属などと近縁である。約16種がある。代表的なものを以下にあげる。
- Pleione
  - P. cenflora
  - P. formosana　タイリントキソウ
  - P. forrestii
  - P. hookeriana
  - P. maculata
  - P. praeocox
  - P. ynnanensis

ちなみにもっとも知られた種にタイリントキソウという和名がある以上、属名にもこれが採用されて良さそうなもので、実際に『園芸植物大事典2』では和名としてこの名が使われている。だが、それ以外の下記文献ではこれに言及すらしておらず、実質的にはほぼ使われていないようである。ちなみにタイリントキソウの和名は、恐らく日本産のトキソウに由来するものと思われる。確かに花の面影は似たところがあるが、系統的にはかなり遠い。

## 利用
花は可憐。観賞用に栽培され、洋ランとしての略称は Pln. である。なお、洋ランとしても扱われるが、日本国内においてはむしろ山野草として扱われることのほうが多い。ただしほとんどの原種は耐暑性に欠け、関東以南での栽培は困難である。例外的に台湾産のタイリントキソウPln.formosanaのみはヒマラヤ産の種ほど暑がらず、比較的栽培が容易である。そのため昭和6年頃から日本で栽培されてきた。
なお、気候が冷涼なイギリスなどでは非耐暑性の原種も栽培できるため種間交配・園芸育種が盛んに行われ、多数の人工交配種が作出され続けている。Pln.formosanaを交配に使った交配種には耐暑性を有するものもあり、そのうちのいくつかは日本にも導入されて増殖普及している。日本国内での交配育種も過去に若干は行われていたようだが、それらに関してはサンダーズリスト登録などの交配記録が残されておらず、現存品種があっても来歴がわからなくなっている。